# Cardeñajimeno
Cardeñajimeno és un municipi de la província de Burgos a la comunitat autònoma de Castella i Lleó. Forma part de la comarca d'Alfoz de Burgos.

## Demografia
| 1991 |  | 1996 |  | 2001 |  | 2004 |  | 2006 |  | 2007 |
| ---- |  | ---- |  | ---- |  | ---- |  | ---- |  | ---- |
| 320  |  | 353  |  | 507  |  | 612  |  | 696  |  | 783  |